# Masaru Kurotsu
Masaru Kurotsu (黒津 勝 Kurotsu Masaru?, nacido el 20 de agosto de 1982 en Ibaraki) es un futbolista japonés que se desempeña como delantero.

## Trayectoria

### Clubes
| Club              | País  | Año         |
| ----------------- | ----- | ----------- |
| Kawasaki Frontale | Japón | 2001 - 2012 |
| Yokohama FC       | Japón | 2013 - 2015 |
| Gainare Tottori   | Japón | 2016 - 2017 |

## Estadística de carrera

### J. League
| Club              | Año   | J. League | J. League | Copa J. League | Copa J. League | Total | Total |
| Club              | Año   | Part.     | Goles     | Part.          | Goles          | Part. | Goles |
| ----------------- | ----- | --------- | --------- | -------------- | -------------- | ----- | ----- |
| Kawasaki Frontale | 2001  | 0         | 0         | 0              | 0              | 0     | 0     |
| Kawasaki Frontale | 2002  | 8         | 1         | -              | -              | 8     | 1     |
| Kawasaki Frontale | 2003  | 1         | 0         | -              | -              | 1     | 0     |
| Kawasaki Frontale | 2004  | 14        | 3         | -              | -              | 14    | 3     |
| Kawasaki Frontale | 2005  | 22        | 3         | 4              | 4              | 26    | 7     |
| Kawasaki Frontale | 2006  | 22        | 7         | 7              | 3              | 29    | 10    |
| Kawasaki Frontale | 2007  | 28        | 4         | 4              | 2              | 32    | 6     |
| Kawasaki Frontale | 2008  | 26        | 3         | 4              | 1              | 30    | 4     |
| Kawasaki Frontale | 2009  | 16        | 1         | 4              | 0              | 20    | 1     |
| Kawasaki Frontale | 2010  | 33        | 8         | 4              | 2              | 37    | 10    |
| Kawasaki Frontale | 2011  | 1         | 0         | 0              | 0              | 1     | 0     |
| Kawasaki Frontale | 2012  | 3         | 0         | 0              | 0              | 3     | 0     |
| Yokohama FC       | 2013  | 22        | 5         | -              | -              | 22    | 5     |
| Yokohama FC       | 2014  | 34        | 7         | -              | -              | 34    | 7     |
| Yokohama FC       | 2015  | 26        | 3         | -              | -              | 26    | 3     |
| Gainare Tottori   | 2016  | 16        | 2         | -              | -              | 16    | 2     |
| Gainare Tottori   | 2017  | 6         | 0         | -              | -              | 6     | 0     |
| Total             | Total | 278       | 47        | 27             | 12             | 305   | 59    |

## Palmarés

### Títulos nacionales
| Título    | Club              | País  | Año  |
| --------- | ----------------- | ----- | ---- |
| J2 League | Kawasaki Frontale | Japón | 2004 |